# Seif Eddine Chawkat
Seif-Eddine Chawkat,, né le 6 juin 1913  à Kolozsvár, Transylvanie, Autriche-Hongrie (désormais Cluj-Napoca en Roumanie) et mort le 22 novembre 1977 à Beyrouth, est un écrivain, scénariste, metteur en scène et réalisateur égypto-libanais d'origine hongroise,.

## Biographie
Fils du consul turc de Kolozsvár, Ahmed D. Celaleddin, le jeune Széfeddin Tibor Sefket a passé les années de son adolescence dans sa ville natale. Suivant sa lignée paternelle, il était le descendant du pacha Fazıl Mustafa Köprülü (1637 – 1691), grand vizir de l'Empire ottoman et du grand vizir Hassan Tiryaki, le pacha de Buda (? – mort le 27 novembre 1610 à Buda). Sa mère, Gabriella Incze, était une actrice hongroise de Kolozsvár. Son frère, Muzzafer József Șefket, était un des automobilistes sportifs de marque en Roumanie. Considéré enfant miracle, il a publié sa première poésie à l'âge de cinq ans, en 1919. Par sa descendance familiale, il a été sultanable de droit et de more. Tout en devenant à partir de la deuxième partie des années trente un des écrivains transylvains de langue hongroise les plus connus en Hongrie et en Transylvanie, cette dernière devenue partie intégrante de la Roumanie depuis 1920, Seif Eddine Shawkat a poursuivi ses études universitaires à Gödöllő et à Budapest à la Faculté de droit. Entre les deux guerres, il faisait partie de la rédaction du journal en langue hongroise  Ellenzék de Cluj et il était un des plus proches collaborateurs du théâtre hongrois de Cluj. En 1945, il a été le secrétaire de l'Ambassade de Turquie à Budapest. En 1947, il s'est établi en Égypte où il est devenu un metteur en scène et un réalisateur de grand renom. Dans ses films ont débuté Omar Shariff et Dalida. Les actrices et les acteurs égyptiens les plus célèbres de l'époque (Mariam Fakhr Eddine, Sanaa Gamil, Samia Gamal, Hoda Soltane, Magda al-Sabahi, Souad Hosni, Leila Mourad, Mona Zaki, Farid Shawki) ont joué des rôles principaux dans ses œuvres cinématographiques. Il était l'un des plus proches collaborateurs et amis de Naguib Mahfouz, de Salah Abou Seif et de  Youssef Chahine.

### L'énigme Chawkat
Depuis sa jeunesse, Tibor Sefket (Chawkat) Széffedin beï a utilisé des pseudonymes variés dans ses publications littéraires en langue hongroise dans les revues littéraires de Kolozsvár, en Roumanie. Il a gardé cette habitude pendant toute son activité artistique. Par conséquent, il n'est point exclu qu'il soit, sous des divers pseudonymes, un des metteurs en scène les plus prolifiques de cinéma du monde arabe.

## Publications

### Livres en hongrois
- Félholdtól a kopjafákig (Du  croissant jusqu'aux kopjafas). (Poésies)  Vasárnap kiadás, Arad, 1934. (hu)
- A hét vár országa (Le pays des sept citadelles). Reportages, récits, articles. Stádium sajtóvállalat R.T. Préface de József Nyirő (en). Budapest, 236 p., 1941. (hu)
- Kalotaszegi Madonna (Madone de Kalotaszeg). Roman. Griff Könyvkiadó, Budapest, 1944. (hu)

### Publications dans la presse littéraire de langue hongroise

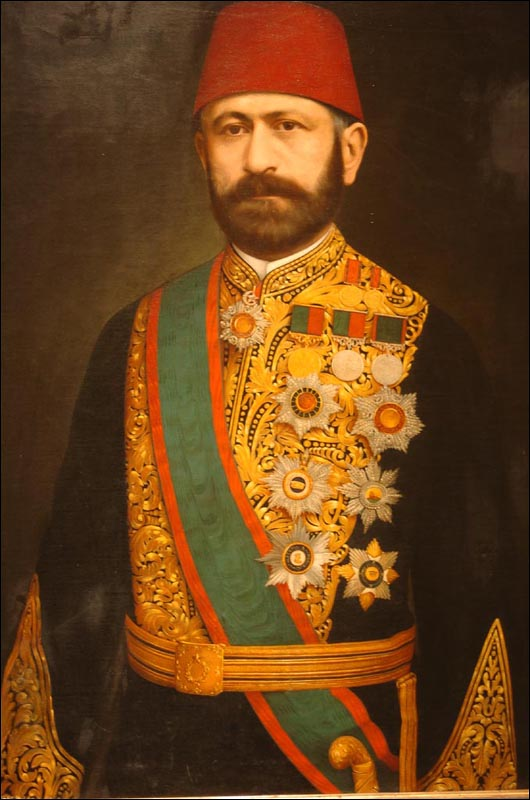
Mahmud Celaleddin Pacha (1839 - 1899), homme d'État et compositeur turc, un des aïeuls de Seif Eddine Chawkat

- Széfeddin Sefket bey, Török ifjú magyar versei. (poésie) In : Ellenzék, le 24/ 12/ 1919, p. 6.
- Széfeddin Sefket bey, Láz vers; Ihlet: bálványosi Satzger Pálné úrnőnek. (poésie) In : Ifjú Erdély, 1931.
- Széfeddin Sefket bey, Keleti mozaik (poésie). In : Ellenzék,le 25/ 12/ 1931, p. 8.
- Szeffedin Sefket bey, Séta a behavazott határban. (poésie) In : Ifjú Erdély, 1931.
- Szeffedin Sefket bey, Őszi elégia. (poésie) In : Ifjú Erdély, 1931.
- Szeffedin Sefket bey, Finálé; Esti - vallomás. (poésie) In : Ifjú Erdély, 1932.
- Széfeddin Sefket bey, Pál fordulás. Keleti enteriőr (poésie). In : Ellenzék, le 24 / 06/ 1932, p. 8.
- Széfeddin Sefket bey, Jajkiáltás a Metropolisból (poésie). In : Ellenzék, le 18 / 09/ 1932, p. 6.
- Széfeddin Sefket bey, Pontusi levél (poésie). In : Ellenzék, le 25 /12/ 1932.
- Széfeddin Sefket bey, Versek, (poésie) In : Ellenzék, le 28 /05/ 1933.
- Szeffedin Sefket bey, Májusi dal; Anyám. (poésie) In : Ifjú Erdély, 1931.
- Szefy Sefket bey, Prológus. (poésie) In : Ifjú Erdély, 1930.
- Szefy Sefket bey, Öreg-malom; Erdélyi fenyők. (poésie) In : Ifjú Erdély, 1930.
- Széfeddin Sefket Bey, Elrezdülő kép. (poésie) In  : Hitel. Félhavi szemle, 1935.
- Széfi Sefket, Karácsony ének. (poésie) In : Jóbarát, 1930/ 1931,
- Széyfeddik Sefket, Maturánsok. Téli puszták vándora. (poésie) In : Jóbarát, 1930/ 1931, 1 - 10, p. 117 (Vers)
- Széfy Sefket, Minálunk ilyen a tavasz. (poésie) In : Jóbarát, 1930/ 1931,
- Széfy Sefket, Tavasz szimfónia zsong az erdőn. (poésie) In : Jóbarát, 1930/ 1931
- Széfeddin Sefket bey, Tisztelegtem Adynál. (poésie) In : Ellenzék. 1934. márc. 6. p. 5.
- Széfeddin Sefket bey, Komáromi János. (poésie) In : Ellenzék. 16 / 12 / 1934.,  p. 6.
- Egressy Levente, Pusztuló árpádkori műemlékek a Székelyföldön. In : Székelység, septembre 1938.
- Széfeddin Sefket bey, Emberi apróságok Reményik Sándor portréjához. In : Új Magyarság, numéro 245.
- Széfeddin Sefket bey, A két irodalmi díjjal koszorúzott Gulyás Pálnál, Debrecen „Hádesében“. In : Új Magyarság, 6 / 02 / 1944.

### Textes dans les anthologies littéraires de langue hongroise
- Sas Péter, Kőrössi P. József, Mesélő képeslapok. Erdélyi városok. Noran könyvkiadó,  339 pages, Budapest, 2005.

### Activité musicale de librettiste de langue hongroise
- Kolozsvári dáridó. Livret d'opérette, Szeged, 1941. (hu)
- Beleznai boszorkány. Livret d'opérette, 1944. (hu)
- Dolhai Attila, Rózsalevél. Texte de Széfeddin Sefket Bey. Musique de Buday Dénes.
- Ehrlinger József, Mámorunk csak illat. Angol vals. Texte de Széfeddin Sefket Bey. Musique de :--. Kolozsvár-Cluj. 1937. Minerva R.-T. 2 lev. 35 cm.

## Filmographie

### Réalisateur
- 1949 : L'Intelligent (ar) (Al Nasih)
- 1950 : Felfel (ar), coréalisé avec Mostafa Al Attar
- 1951 : L'Élu du cœur (ar) (Ibn al halal)
- 1952 : Samson et Lebleb (Chamchoun wa Liblib)
- 1954 : La Vie, l'Amour (ar) (Al Hayât, al houbb)
- 1955 : Les Oiseaux du paradis (ar) (Asafir al gannah)
- 1955 : L'Espoir de ma vie (ar) (Amani al oumr)
- 1957 : Ismaïl Yassine au zoo (ar) (Ismâ'il Yâsîn fi guininet al haywân)
- 1958 : L'Amour secret (Al Houbb al samit)
- 1960 : Homme sans cœur (ar) (Ragoul bilâ qalb)
- 1960 : L'Amour, l'Amour (ar) (Houbb fi houbb)
- 1961 : Femme et Démon (Imraah wa chaytan)
- 1962 : Histoire égyptienne (Egyiptomi történet)
- 1964 : La Fille du désert (Hasna el baddiah)
- 1964 : Les Deux Adolescents (ar) (Al Mourahiqan)
- 1966 : Etaab (ar)
- 1966 : Amour à Istanbul (ar) (Gharam fi stambul)
- 1968 : La Route sans fin (Tariq bila nahaya)
- 1969 : Le Gang des femmes (ar) (Essabet el Nissa), coréalisé avec Frank Agrama
- 1970 : Une épouse pour cinq hommes (ar) (Zawgah lihamsat riggalah)
- 1971 : Commandos jusqu'à la victoire (Fida'iyun hatta al nasr)
- 1972 : Des aventures comiques au Mexique (Maqlab min al Maksik)
- 1973 : Souvenirs d'une nuit d'amour (Zikra laylat hob)
- 1975 : Les Pécheurs (Al Katyun)
- 1975 : Mission officielle (Mahma rasmiya)
- 1975 : La Belle et les Quatre Regards (Hosna wa l arbaah ayoun)
- 1977 : Les Arrivants par la mer (Al Qadimoun min al bihar)
- 1978 : La Millionnaire voleuse (ar) (Al Millionnairah al nachchâlah)

### Acteur
- 1964 : L'Aube d'un jour nouveau (ar) (فجر يوم جديد, Fagr yawm gadîd) de Youssef Chahine
- 1968 : Un jour, le Nil (النيل والحياة, An-Nil oual hayat) de Youssef Chahine
- 1970 : Le Choix (الإختيار, Al-Ikhtiyar) de Youssef Chahine

### Scénariste
- Wa kan el hob, 1974. Film de Helmy Rafla. Scénario : Ali El Zorkani, Faisal Nada et Seif Eddine Shawkat.
- Rajulan Wa Mra'a , 1978.
- Khatioun, Al , 1975.
- Muhimma rasmiyya , 1975.